# Гёта-Эльв
Гёта-Эльв (швед. Göta älv) — река в южной части Швеции.
Длина реки — 95 км, площадь бассейна 50,2 тыс. км². Средний расход воды — 575 м³/с. Высота истока — 44 м над уровнем моря. Гёта-Эльв берёт начало из озера Венерн, протекает в юго-западном направлении до пролива Каттегат. В верхнем течении имеются водопады и пороги. Часть реки вместе с обводным каналом — судоходна.
Имеет самый большой по площади речной бассейн в Скандинавии, вместе с Кларэльвен, впадающей в Венерн, образует самую длинную речную систему региона (около 750 км).
На водопадах Гёта-Эльв находится несколько ГЭС. На реке расположены города Венерсборг, Тролльхеттан и Гётеборг.
В районе Кунгэльва от реки отделяется рукав Нордре-Эльв, впадающий в Каттегат в 10 километрах севернее основного.

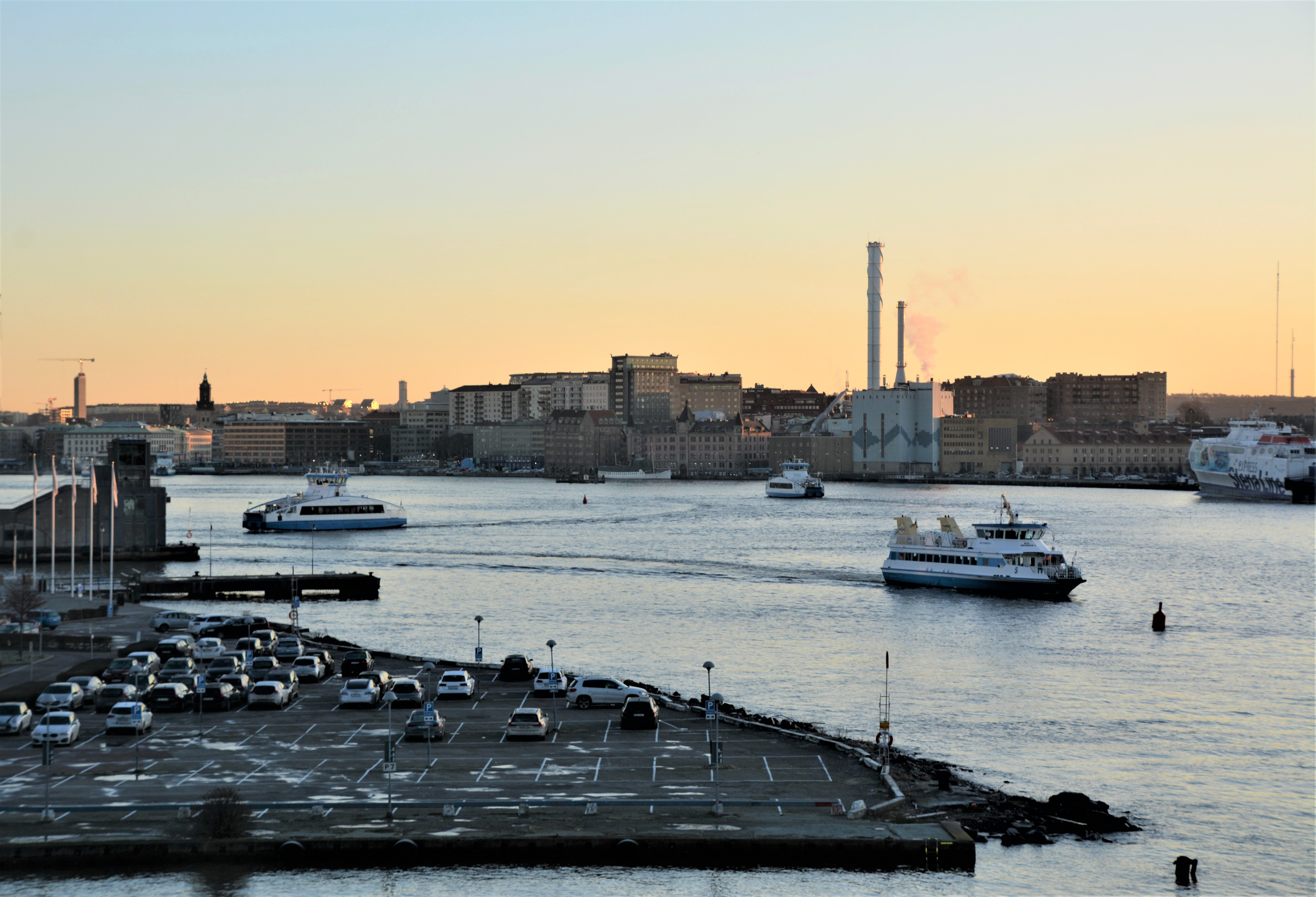
Пассажирские паромы в Гётеборге
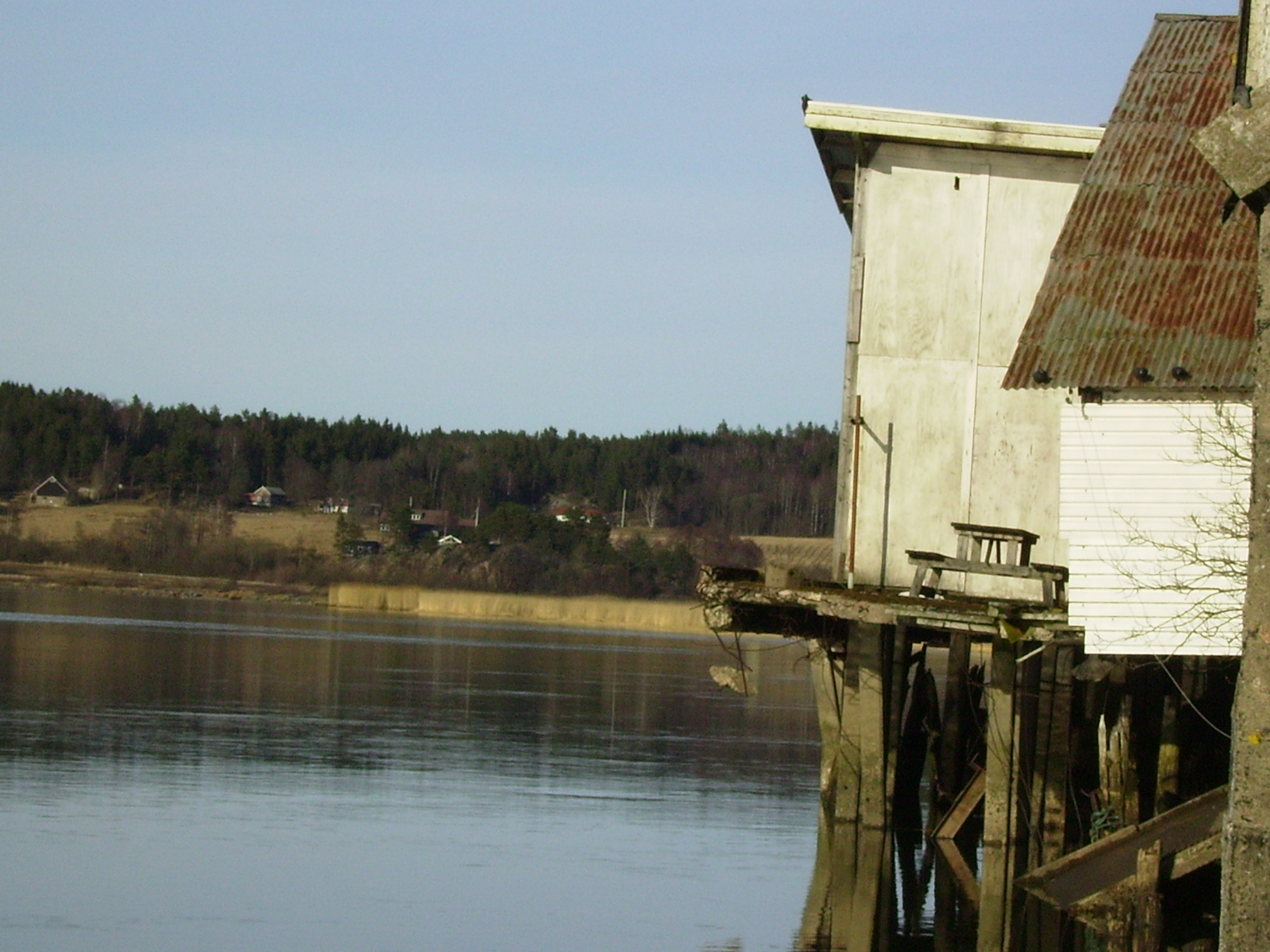
Река Гёта в Эльвенгене. Март 2009 г.
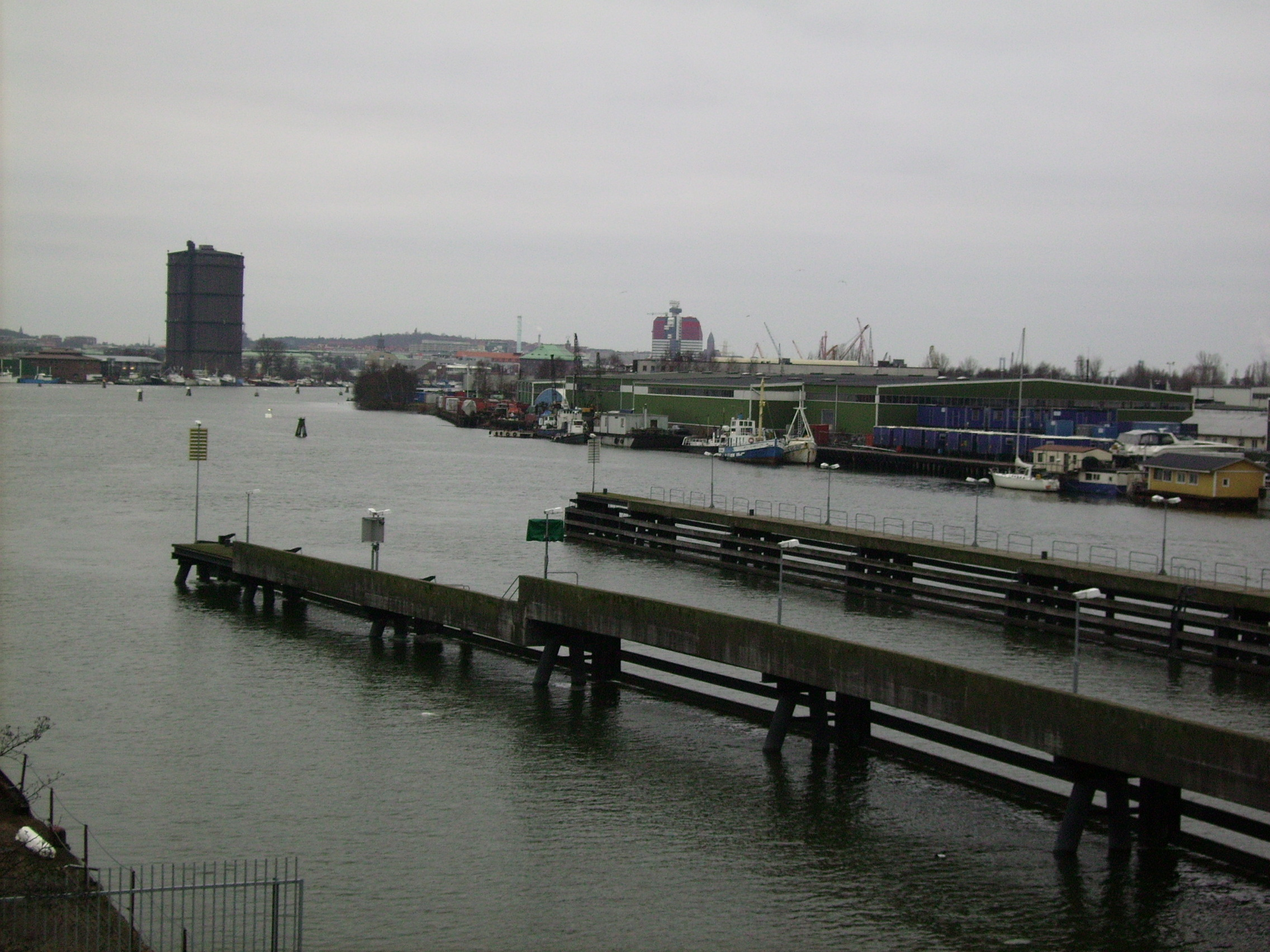
Гётеборг 2009.